# Ковальов Михайло Прокопович
Миха́йло Проко́пович Ковальо́в (нар. 25 червня (7 липня) 1897, станиця Брюховецька, Кубанська область — 31 серпня 1967, Ленінград) — радянський воєначальник, генерал-полковник, командувач військами фронту в роки Другої світової війни. Член ЦК КП(б)У в 1940—1949 роках. Кандидат у члени ЦК ВКП(б) у 1939—1941 роках. Депутат Верховної Ради СРСР 1-го скликання.

## Біографія
Учасник Першої світової війни. Закінчив 2-гу Тифліську артилерійську школу прапорщиків, у рядах Російської імператорської армії воював з німецькими військами, командував ротою і батальйоном, дослужився до штабс-капітана.
У Червоній Армії служив з 1918 року. Учасник Громадянської війни в Росії, командував батальйоном, 242-м стрілецьким полком, 50-ю стрілецькою бригадою 34-ї стрілецької дивізії. Відзначився у боях з денікінціями. За заслуги у боях нагороджений двома орденами Червоного Прапора.
Закінчив Військову Академію РСЧА імені Фрунзе (1924). Після цього був помічником командира 27-ї стрілецької дивізії, командиром 64-ї стрілецької дивізії. У 1932—1936 роках командував 9-м стрілецьким корпусом. У 1936—1937 роках був начальником Забайкальського укріпрайону. У 1937—1938 роках — заступник командувача військ Київського військового округу.
Із квітня 1938 по липень 1940 року комкор Ковальов командував Білоруським військовим округом. Брав участь у вторгненні радянських військ до Польщі у вересні 1939 року як командувач військами Білоруського фронту.
Під час радянсько-фінської війни командарм 2-го рангу Ковальов командував 15-ю армією. Наступ цієї армії провалився, війська понесли величезні втрати. Після цього Сталін 15 березня 1940 року зняв Ковальова з посади командувача армії.
З липня по грудень 1940 року — командувач військ Харківського військового округу.
З грудня 1940 по червень 1941 року — інспектор піхоти РСЧА, генерал-лейтенант.
Із червня 1941 року командував Забайкальським військовим округом, який у вересні того ж року було розгорнуто у Забайкальський фронт. Фронт прикривав радянський кордон від нападу японців і займався побудовою укріплень на кордоні.
У червні 1945 року командувачем Забайкальського фронту був призначений Маршал Радянського Союзу Р. Я. Малиновський, а Ковальов став його заступником. За участь у радянсько-японській війні генерал-полковник Ковальов був нагороджений орденом Суворова 1-го ступеня.
Після розформування фронту в жовтні 1945 року призначений командувачем військами Забайкальсько-Амурського військового округу, в червні 1947 роки після зміни системи військових округів призначений заступником командувача військами Забайкальського військового округу. У 1948 році закінчив Вищі академічні курси при Вищій військовій академії імені К. Є. Ворошилова.
З березня 1949 року — 1-й заступник командувача військ Ленінградського військового округу.
З жовтня 1955 року — в запасі. Проживав у Ленінграді.

## Військові звання
- Комдив (20.11.1935)
- Комкор (8.01.1938)
- Командарм 2-го рангу (9.02.1939)
- Генерал-лейтенант (4.06.1940)
- Генерал-полковник (7.05.1943)

## Нагороди
- два ордени Леніна (12.11.1943, 21.02.1945)
- чотири ордени Червоного Прапора (27.02.1921, 22.03.1922, 3.11.1944,)
- орден Суворова 1-го ступеня (8.09.1945)
- орден Трудового Червоного Прапора
- орден Червоної Зірки (20.05.1940)
- медалі СРСР